# Шайхиев, Аскар Тастаевич
Аскар Тастаевич Шайхиев (1963 — 2 мая 2000) — советский самбист, чемпион и призёр чемпионатов СССР, чемпион мира, обладатель Кубка мира, мастер спорта СССР международного класса, Заслуженный мастер спорта Республики Казахстан.

## Спортивные результаты
- Чемпионат СССР по самбо 1987 года — ;
- Чемпионат СССР по самбо 1988 года — ;
- Чемпионат СССР по самбо 1989 года — ;

## Гибель
Был застрелен несколькими выстрелами во дворе собственного дома. От полученных ран скончался на месте.

## Память
В Уральске проводится традиционный международный турнир по самбо памяти Аскара Шайхиева.